# Ансюэс-ла-Редон
Ансюэс-ла-Редон или Ансюэс-ла-Редонн (фр. Ensuès-la-Redonne) — коммуна на юго-востоке Франции в регионе Прованс — Альпы — Лазурный Берег, департамент Буш-дю-Рон, округ Истр, кантон Мариньян.
Площадь коммуны — 25,83 км², население — 5096 человек (2006) с выраженной тенденцией к росту: 5311 человек (2012), плотность населения — 205,6 чел/км².

## История
До 2015 года коммуна административно входила в состав кантона Шатонёф-Кот-Блё.

## Население
Население коммуны в 2011 году составляло 5254 человека, а в 2012 году — 5311 человек.
| 1962 | 1968 | 1975 | 1982 | 1990 | 1999 | 2006 | 2011 | 2012 |
| ---- | ---- | ---- | ---- | ---- | ---- | ---- | ---- | ---- |
| 1041 | 1192 | 1699 | 2204 | 3029 | 4544 | 5096 | 5254 | 5311 |

Динамика населения:

## Экономика
В 2010 году из 3526 человек трудоспособного возраста (от 15 до 64 лет) 2561 были экономически активными, 965 — неактивными (показатель активности 72,6 %, в 1999 году — 71,6 %). Из 2561 активных трудоспособных жителей работали 2302 человека (1225 мужчин и 1077 женщин), 259 числились безработными (129 мужчин и 130 женщин). Среди 965 трудоспособных неактивных граждан 362 были учениками либо студентами, 312 — пенсионерами, а ещё 291 — были неактивны в силу других причин.
На протяжении 2010 года в коммуне числилось 1979 облагаемых налогом домохозяйств, в которых проживало 5294,5 человека. При этом медиана доходов составила 24 тысячи 498 евро на одного налогоплательщика.